# Wilstone
Wilstone – wieś w Anglii, w hrabstwie Hertfordshire, w dystrykcie Dacorum. Leży 43 km na zachód od miasta Hertford i 52 km na północny zachód od centrum Londynu.